# Acacia graniticola
Acacia graniticola — вид квіткових рослин з родини бобових. Ареал: Австралія (Західна Австралія).

## Середовище
Він росте на піщаних, піщано-глинистих або суглинних ґрунтах біля гранітних відслонень у чагарниках.

## Біоморфологічна характеристика
Це кущ заввишки 1–3 метри. Дає жовті квітки з серпня по жовтень.